# MTV Video Music Awards
MTV Video Music Awards (znane też jako VMA) – nagrody muzyczne wręczane co roku przez amerykańską telewizję muzyczną MTV za przemysł teledysków. Plebiscyt obejmuje kilkanaście kategorii, z czego do najważniejszą jest teledysk roku. Do 2006 zwycięzcy wybierani byli przez profesjonalne jury, od 2007 wybór wygranych należy głównie do internautów, podczas gry profesjonaliści dobierają zwycięskie teledyski w kategoriach technicznych (najlepsza reżyseria, efekty specjalne itp.). Odbywające się co roku w sierpniu lub wrześniu w amerykańskich teatrach i halach widowiskowych gale wręczenia nagród, obfitujące w występy gwiazd muzycznych, emitowane są na żywo przez kanały MTV na całym świecie.
Gala wręczenia nagród, która pierwszy raz odbyła się w 1984, jest drugą najstarszą ceremonią wręczenia statuetek MTV. CMT Music Awards to najstarszy program rozdania nagród MTV, który poprzedzał sieć, organizowany przez Music City News, branżową publikację gatunku muzyki country i western, w 1967. MTV przejęło to wydarzenie w 2000.
MTV Video Music Awards uważa się za jedne z najważniejszych nagród przemysłu muzycznego. Zapisały się one w historii popkultury, a niektóre prezentowane podczas gali występy uważane są za ikoniczne dla MTV. Rekordzistką pod względem liczby zdobytych statuetek, tzw. Moonmanów, jest Beyoncé, która do dziś zdobyła 24 nagrody VMA.

## Historia gal
| Rok  | Data        | Obiekt                     | Miasto             | Prowadzący                           | Teledysk roku                                               | Oglą- dal- ność (mln) |
| ---- | ----------- | -------------------------- | ------------------ | ------------------------------------ | ----------------------------------------------------------- | --------------------- |
| 1984 | 14 września | Radio City Music Hall      | Nowy Jork          | Dan Aykroyd i Bette Midler           | The Cars – „You Might Think”                                | brak infor- macji     |
| 1985 | 13 września | Radio City Music Hall      | Nowy Jork          | Eddie Murphy                         | Don Henley – „The Boys of Summer”                           | brak infor- macji     |
| 1986 | 5 września  | The Palladium              | Nowy Jork          | VJ-e MTV                             | Dire Straits – „Money for Nothing”                          | brak infor- macji     |
| 1986 | 5 września  | Gibson Amphitheatre        | Los Angeles        | VJ-e MTV                             | Dire Straits – „Money for Nothing”                          | brak infor- macji     |
| 1987 | 11 września | Gibson Amphitheatre        | Los Angeles        | VJ-e MTV                             | Peter Gabriel – „Sledgehammer”                              | brak infor- macji     |
| 1988 | 7 września  | Gibson Amphitheatre        | Los Angeles        | Arsenio Hall                         | INXS – „Need You Tonight/Mediate”                           | brak infor- macji     |
| 1989 | 6 września  | Gibson Amphitheatre        | Los Angeles        | Arsenio Hall                         | Neil Young – „This Note’s for You”                          | brak infor- macji     |
| 1990 | 6 września  | Gibson Amphitheatre        | Los Angeles        | Arsenio Hall                         | Sinéad O’Connor – „Nothing Compares 2 U”                    | brak infor- macji     |
| 1991 | 5 września  | Gibson Amphitheatre        | Los Angeles        | Arsenio Hall                         | R.E.M. – „Losing My Religion”                               | brak infor- macji     |
| 1992 | 9 września  | Edwin W. Pauley Pavilion   | Westwood           | Dana Carvey                          | Van Halen – „Right Now”                                     | brak infor- macji     |
| 1993 | 2 września  | Gibson Amphitheatre        | Universal City     | Christian Slater                     | Pearl Jam – „Jeremy”                                        | brak infor- macji     |
| 1994 | 8 września  | Radio City Music Hall      | Nowy Jork          | Roseanne Barr                        | Aerosmith – „Cryin’”                                        | 5,36                  |
| 1995 | 7 września  | Radio City Music Hall      | Nowy Jork          | Dennis Miller                        | TLC – „Waterfalls”                                          | 6,33                  |
| 1996 | 4 września  | Radio City Music Hall      | Nowy Jork          | Dennis Miller                        | The Smashing Pumpkins – „Tonight, Tonight”                  | 5,07                  |
| 1997 | 4 września  | Radio City Music Hall      | Nowy Jork          | Chris Rock                           | Jamiroquai – „Virtual Insanity”                             | 7,47                  |
| 1998 | 10 września | Gibson Amphitheatre        | Los Angeles        | Ben Stiller                          | Madonna – „Ray of Light”                                    | 8,94                  |
| 1999 | 9 września  | Metropolitan Opera House   | Nowy Jork          | Chris Rock                           | Lauryn Hill – „Doo Wop (That Thing)”                        | 11,94                 |
| 2000 | 7 września  | Radio City Music Hall      | Nowy Jork          | Marlon Wayans i Shawn Wayans         | Eminem – „The Real Slim Shady”                              | 9,85                  |
| 2001 | 6 września  | Metropolitan Opera House   | Nowy Jork          | Jamie Foxx                           | Christina Aguilera, Lil’ Kim, Mýa i Pink – „Lady Marmalade” | 10,76                 |
| 2002 | 29 sierpnia | Radio City Music Hall      | Nowy Jork          | Jimmy Fallon                         | Eminem – „Without Me”                                       | 11,95                 |
| 2003 | 28 sierpnia | Radio City Music Hall      | Nowy Jork          | Chris Rock                           | Missy Elliott – „Work It”                                   | 10,71                 |
| 2004 | 29 sierpnia | Centrum Kaseya             | Miami              | brak                                 | OutKast – „Hey Ya!”                                         | 10,32                 |
| 2005 | 28 sierpnia | Centrum Kaseya             | Miami              | Sean „Diddy” Combs                   | Green Day – „Boulevard of Broken Dreams”                    | 8,01                  |
| 2006 | 31 sierpnia | Radio City Music Hall      | Nowy Jork          | Jack Black                           | Panic! at the Disco – „I Write Sins Not Tragedies”          | 5,77                  |
| 2007 | 9 września  | The Palms Hotel and Casino | Las Vegas          | brak                                 | Rihanna featuring Jay-Z – „Umbrella”                        | 7,08                  |
| 2008 | 7 września  | Paramount Studios          | Los Angeles        | Russell Brand                        | Britney Spears – „Piece of Me”                              | 8,43                  |
| 2009 | 13 września | Radio City Music Hall      | Nowy Jork          | Russell Brand                        | Beyoncé – „Single Ladies (Put a Ring on It)”                | 8,97                  |
| 2010 | 12 września | Nokia Theatre              | Los Angeles        | Chelsea Handler                      | Lady Gaga – „Bad Romance”                                   | 11,40                 |
| 2011 | 28 sierpnia | Nokia Theatre              | Los Angeles        | brak                                 | Katy Perry – „Firework”                                     | 12,40                 |
| 2012 | 6 września  | Crypto.com Arena           | Los Angeles        | Kevin Hart                           | Rihanna featuring Calvin Harris – „We Found Love”           | 6,13                  |
| 2013 | 25 sierpnia | Barclays Center            | Brooklyn           | brak                                 | Justin Timberlake – „Mirrors”                               | 10,1                  |
| 2014 | 24 sierpnia | Kia Forum                  | Inglewood          | brak                                 | Miley Cyrus – „Wrecking Ball”                               | 8,3                   |
| 2015 | 30 sierpnia | Microsoft Theater          | Los Angeles        | Miley Cyrus                          | Taylor Swift featuring Kendrick Lamar – „Bad Blood”         | 5,03                  |
| 2016 | 28 sierpnia | Madison Square Garden      | Nowy Jork          | brak                                 | Beyoncé – „Formation”                                       | 3,3                   |
| 2017 | 27 sierpnia | Kia Forum                  | Inglewood          | Katy Perry                           | Kendrick Lamar – „Humble.”                                  | 2,66                  |
| 2018 | 20 sierpnia | Radio City Music Hall      | Nowy Jork          | brak                                 | Camila Cabello featuring Young Thug – „Havana”              | 2,25                  |
| 2019 | 26 sierpnia | Prudential Center          | Newark (Nowy Jork) | Sebastian Maniscalco                 | Taylor Swift – „You Need to Calm Down”                      |                       |
| 2020 | 30 sierpnia | One Astor Plaza            | Nowy Jork          | Keke Palmer                          | The Weeknd – „Blinding Lights”                              | 6,8                   |
| 2021 | 12 września | Barclays Center            | Brooklyn           | Doja Cat                             | Lil Nas X – „Montero (Call Me by Your Name)”                | 3,0                   |
| 2022 | 28 Sierpnia | Prudential Center          | Newark             | Jack Harlow, LL Cool J i Nicki Minaj | Taylor Swift – „All Too Well: The Short Film”               | 3,9                   |

## Kategorie
| - Teledysk roku - Artysta roku - Najlepszy debiut - Najlepszy teledysk popowy - Najlepszy teledysk rockowy - Najlepszy teledysk hip-hopowy - Najlepszy teledysk taneczny (1989–2006, 2008 jako Najlepszy taniec w teledysku, 2010, 2012 jako Najlepszy teledysk EDM) - Najlepsza współpraca Kategorie profesjonalne (zwycięzcy wybierani są przez jury): - Najlepsza reżyseria - Najlepsza choreografia - Najlepsze efekty specjalne - Najlepsza dyrekcja artystyczna - Najlepszy montaż - Najlepsza kinematografia - Najlepsza piosenka wakacji - Michael Jackson Video Vanguard Award (honorowa nagroda za wkład w kulturę MTV) | - Najlepszy ogólny występ w teledysku (1984–1987) - Najbardziej eksperymentalny teledysk (1984–1987, zastąpiony przez Przełomowy teledysk) - Najlepszy teledysk koncepcyjny (1984–1988) - Najlepszy występ sceniczny w teledysku (1984–1989) - Najlepszy teledysk postmodernistyczny (1989–1990, zastąpiony przez Najlepszy teledysk alternatywny) - Najlepszy teledysk alternatywny (1991–1998) - Najlepsza strona internetowa artysty (1999) - Najlepszy teledysk z filmu (1987–2003) - Międzynarodowy wybór widzów (1989–2003; nagrody wręczane co roku przez regionalne oddziały MTV) - Najlepszy teledysk R&B (1993–2006) - Najlepszy teledysk rapowy (1989–2006) - Nagroda MTV2 (2001–2006; nagroda stacji MTV2) - Wybór widzów (1984–2006; jedyna kategoria do 2006, w której zwycięzców wybierali widzowie) - Najlepsza ścieżka dźwiękowa do gry video (2004–2006) - Najlepsze tło muzyczne w grze video (2006) - Dzwonek roku (2006) - Najlepszy teledysk grupowy (1984–2007) - Poczwórna groźba roku (2007) - Singel roku (2007) - Najlepszy teledysk brytyjski (2008) - Najlepszy teledysk, który powinien był wygrać Moonmana (2009) - Przełomowy teledysk (1988–2005, 2009–2010) - Najlepszy teledysk z przekazem (2011–2015) - Najlepszy długometrażowy teledysk (1991, 2016) - Najlepszy teledysk męski (1984–2016) - Najlepszy teledysk żeński (1984–2016) |

## Najwięcej zwycięstw

### Ogólnie
- 24 – Beyoncé
- 20 – Madonna
- 18 – Lady Gaga
- 13 – Peter Gabriel, Eminem
- 12 – R.E.M.,
- 11 – Justin Timberlake, Green Day, Taylor Swift
- 10 – Aerosmith
- 9 – Fatboy Slim, Janet Jackson, Ariana Grande
- 8 – a-ha, Michael Jackson, Red Hot Chili Peppers, Kendrick Lamar
- 7 – *NSYNC, The Smashing Pumpkins, Jay-Z, Pink, Coldplay, En Vogue
- 6 – Beck, Rihanna, Britney Spears, U2, Missy Elliot, BTS
- 5 – Paula Abdul, Gnarls Barkley, Herbie Hancock, Don Henley, INXS, Ricky Martin, Nirvana, No Doubt, OutKast, TLC, The White Stripes, Katy Perry, Bruce Springsteen, Nicki Minaj, J Balvin

### Podczas jednego wieczoru
- 10 – Peter Gabriel (1987)
- 8 – a-ha (1986), Lady Gaga (2010), Beyoncé (2016)
- 7 – The Smashing Pumpkins (1996), Green Day (2005), Kendrick Lamar (2017)
- 6 – R.E.M. (1991), Madonna (1998), Fatboy Slim (2001)
- 5 – Herbie Hancock (1984), INXS (1988), Beck (1997), Ricky Martin (1999), Lady Gaga (2020)